# Liste des édifices labellisés « Architecture contemporaine remarquable » du Tarn
Cet article recense les édifices labellisés « Architecture contemporaine remarquable » du Tarn, en France.
Le label « Architecture contemporaine remarquable » remplace depuis 2016 l'ancien label « Patrimoine du XXe siècle ». Il ne prend en compte que des édifices de moins de 100 ans à la date de labellisation, et qui ne sont pas protégés comme monuments historiques.
Au début 2024, le Tarn compte cinq édifices ainsi labellisés.

## Liste
| Monument                       | Commune         | Adresse                    | Coordonnées                      | Notice     | Date | Illustration               |
| ------------------------------ | --------------- | -------------------------- | -------------------------------- | ---------- | ---- | -------------------------- |
| Église Notre-Dame-d'Espérance  | Castres         | 1 boulevard Général Giraud | 43° 36′ 09″ nord, 2° 15′ 31″ est | ACR0001206 | 2005 | Image manquante Téléverser |
| Église Saint-Joseph de Laden   | Castres         | 166 rue Marcel Briguiboul  | 43° 35′ 36″ nord, 2° 13′ 52″ est | ACR0001207 | 2005 | Image manquante Téléverser |
| École primaire du Pays cordais | Cordes-sur-Ciel | 11 rue des Tanneries       | 44° 04′ 02″ nord, 1° 56′ 47″ est | ACR0001781 | 2022 | Image manquante Téléverser |
| Bains-douches municipaux       | Gaillac         | Parc de Foucaud            | 44° 20′ 59″ nord, 2° 02′ 17″ est | ACR0001209 | 2017 | Image manquante Téléverser |
| Barrage hydroélectrique        | Rivières        |                            | 43° 54′ 24″ nord, 1° 57′ 46″ est | ACR0001210 | 2017 | Image manquante Téléverser |